# Курдюмов, Всеволод Валерианович
Всеволод Валерианович Курдюмов (26 мая (7 июня) 1892 — 29 июня 1956) — русский поэт Серебряного века.

## Биография
Был сыном выпускника, а затем профессора в области начертательной геометрии и строительного искусства петербургского Института инженеров путей сообщения Валериана Ивановича Курдюмова. С ранних лет писал стихи и рассказы.
В их семье были богатые культурные традиции обеспеченной дворянской семьи. Сам Всеволод имел отличное филологическое образование, включающее Тенишевское училище, Петербургский и Мюнхенский университеты. В 1916—1924 гг. Всеволод Курдюмов служил сначала в царской, затем в Красной Армии.
Первый, юношеский сборник стихов «Азра» (СПб., 1912) не остался незамеченным, на его выход, среди прочих рецензентов, откликнулись В. Брюсов и Н. Гумилёв. И хотя их приговор начинающему поэту был достаточно суров: «уклон к декадентству прошлых дней», «мрачный романтизм, слезливая чувствительность», Курдюмов уже через год выступил с программной книгой «Пудренное сердце», в которой старался более строго соответствовать заявленной им самим «поэтической школе» Кузмина. Гумилеву книга не понравилась за её «бесшабашный эстетический снобизм», «бесцеремонное обращение с русским языком». В то же время в ряде отзывов отмечалась возросшая техника стиха, серьёзная работа молодого автора в области рифмы. «Очень немногие поэты пытаются разнообразить формы своих стихотворений, — писал В. Брюсов, — так, В. Курдюмов пишет рондо (и непременно на какие-нибудь трудные рифмы: „сердце — иноверце — сестерций — дверце — терций“)».
Всеволод Курдюмов становится участником весьма почтенных «Вечеров Случевского», несколько позже — литературного кружка «Трирема», общества поэтов «Марсельские матросы». В феврале 1913 года его приняли в «Цех поэтов», что стало мощным катализатором его дальнейшего поэтического роста. В течение 1914—1915 гг. в Петрограде один за другим вышли четыре тех самых малотиражных сборника Курдюмова: «Ламентации мои», «Зимою зори», «Свет двух свечей» и «Прошлогодняя синева», которые разошлись прежде всего среди знакомых поэтов. В этих книгах, как отмечал М. Гаспаров, «от псевдокузминскои игривой безмятежности автор постепенно двигался к неврастенической резкости».
Во время службы в армии не оставлял литературных занятий. Участвовал в «вечерах поэтов» в литературно-артистическом кабаре «Привал комедиантов», ставил пьесы, в том числе собственного сочинения, в полковых театрах, вступил во Всероссийский союз поэтов, печатался в ряде региональных периодических изданий. С лирическими стихами в последний раз выступил в 1922 году, в берлинском журнале «Сполохи».
После того, как в 1934-м поступил в качестве актера на сцену Государственного центрального театра кукол, начал писать для детей. Целый ряд пьес Курдюмова — переложений сказок и легенд — шёл во многих детских театрах страны. В их числе «Конёк-горбунок», «Илья Муромец» и другие.
Урна с прахом захоронена в колумбарии № 9, секция № 1. Нового Донского кладбища.